# Master of Laws
Master of Laws er en akademisk forskningsgrad inden for jura. Graden forkortes ofte LL.M. pga. sin latinske betegnelse legum magister.
Graden kan som regel først opnås efter en person allerede har opnået en anden juridisk grad, i Danmark ba.jur. eller cand.jur. Graden opnås efter 1-2 års forskningsstudier ved et universitet.
| Artikelstump | Spire Denne artikel er en spire som bør udbygges. Du er velkommen til at hjælpe Wikipedia ved at udvide den. |